# MV Gadila
MV Gadila – holenderski zbiornikowiec, który w czasie II wojny światowej i służył jako merchant aircraft carrier.

## Historia
Motorowiec MV „Gadila” został wodowany w stoczni Howaldtswerke w Kilonii 1 grudnia 1934, zaś prace nad jego wykończeniem zakończono 11 kwietnia 1935 roku. Gadil był bliźniaczą jednostką MV „Rapana”.
W czasie II wojny światowej statek został przystosowany do roli  pomocniczego lotniskowca eskortowego typu merchant aircraft carrier. Podobnie jak na innych jednostkach tej klasy, jego pokład pokryto pokładem lotniczym, statek zachował jednak swoją podstawową funkcję jako zbiornikowiec. Statek nie posiadał hangaru, wszystkie samoloty przez cały czas stały na pokładzie.
W czasie wojny „Gadilla” brała udział w bitwie o Atlantyk.  Na pokładzie okrętu stacjonowały cztery samoloty z załogami holenderskich Marineluchtvaartdienst.
Bliźniacza „Rapana” została przebudowana w podobny sposób, ale o ile „Rapana” był obsadzona przez załogę brytyjską i weszła do służby Royal Navy, to „Gadila” miała cywilna załogę holenderską.
Po zakończeniu wojny powrócił do służby jako zbiornikowiec, został złomowany w 1958 roku.